# Fontenelle-Montby
Fontenelle-Montby – miejscowość i gmina we Francji, w regionie Burgundia-Franche-Comté, w departamencie Doubs.
Według danych na rok 1990 gminę zamieszkiwało 106 osób, a gęstość zaludnienia wynosiła 16 osób/km² (wśród 1786 gmin Franche-Comté Fontenelle-Montby plasuje się na 637. miejscu pod względem liczby ludności, natomiast pod względem powierzchni na miejscu 670.).